# Margaret Kivelson

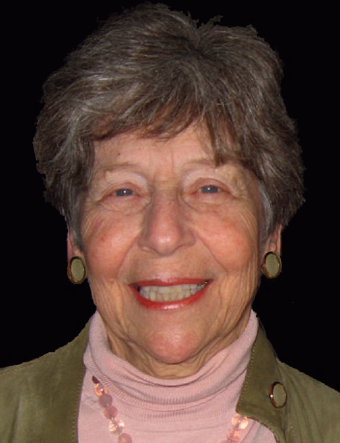
Margaret Kivelson

Margaret Galland Kivelson (* 1928) ist eine US-amerikanische Astrophysikerin und Professorin an der University of California, Los Angeles. Sie ist Spezialistin für die Magnetosphären von Erde, Jupiter und Saturn sowie generell der Interaktion von Plasma mit Planeten und Monden.

## Wissenschaftliche Laufbahn
1950 erhielt Kivelson am Radcliffe College in Cambridge (Massachusetts) den Bachelor, ein Jahr später den Master und promovierte 1957 an derselben Hochschule, die heute zur Harvard University gehört. Zu dieser Zeit waren weniger als zwei Prozent aller Physik-Doktoranden weiblich.
Ab 1955 war Kivelson bei der Rand Corporation, einem Think-Tank, angestellt und arbeitete auf dem Gebiet der Plasmaphysik. 1967 bekam sie eine Stelle am Institute of Geophysics and Planetary Physics der University of California in Los Angeles. 1971 wurde Kivelson dort Adjunct Assistant Professor und gab zugleich ihre Stelle bei RAND auf. Bald darauf war sie an der Analyse der Daten beteiligt, die die Sonden Pioneer 10 und Pioneer 11 über das Magnetfeld des Jupiter lieferten. Von diesem Zeitpunkt an beschäftigte sie sich mit den Magnetosphären verschiedener Planeten und schlug 1976 vor, die geplante Jupiter-Mission Galileo mit Magnetometern auszustatten, um weitere Erkenntnisse über die Magnetosphäre des Jupiters zu gewinnen. Zudem postulierte sie, dass nicht nur – wie bis dahin angenommen – einige Planeten, sondern auch manche Monde ein inneres Magnetfeld besitzen.
1977 wurde Kivelson auf eine Professur am Department of Earth and Space Science berufen. Von 1978 bis 1981 war Kivelson zunächst stellvertretende, die folgenden drei Jahre Vorsitzende dieses Fachbereichs. Parallel erhielt sie ab 1983 eine Professur am Institute of Geophysics and Planetary Physics. Beide Positionen bekleidet Kivelson bis heute (2010).
Nachdem Galileo mit großer Verspätung 1989 gestartet wurde, war Kivelson in den 1990er Jahren maßgeblich an wichtigen Entdeckungen in Zusammenhang mit der Mission beteiligt: zum einen die Entdeckung und Messung des inneren Magnetfelds des Jupitermonds Ganymed, zum anderen die Entdeckung und Abschätzung des inneren Magnetfelds des Mondes Io. Damit bestätigten sich ihre 1979 veröffentlichten Annahmen über das innere Magnetfeld von Monden. Weiterhin beteiligte sich Kivelson im Rahmen dieser Mission an der Erforschung des Magnetfelds des Asteroiden Gaspra.
Aktuell arbeitet Kivelson an der Saturn-Mission Cassini und dem THEMIS-Projekt der NASA. Weiterhin ist sie am Cluster-Programm beteiligt, einer Kooperation der NASA mit der ESA zur Erforschung der Magnetosphäre der Erde.

## Auszeichnungen
Für ihre Arbeit im Galileo-Projekt erhielt Kivelson 1995 und 1996 jeweils den NASA Group Achievement Award. 1998 wurde sie in die American Academy of Arts and Sciences, ein Jahr später in die National Academy of Sciences und 2005 in die American Philosophical Society aufgenommen. 1989 wurde sie Fellow der American Association for the Advancement of Science und 2001 der American Physical Society. Für 2019 wurden ihr die Jean Dominique Cassini Medal der European Geosciences Union und die Goldmedaille der Royal Astronomical Society zugesprochen. 2020 wurde Kivelson als auswärtiges Mitglied in die Royal Society gewählt, 2021 erhielt sie den James-Clerk-Maxwell-Preis für Plasmaphysik.

## Privatleben
Margaret Kivelson war verheiratet mit dem 2003 verstorbenen Chemiker Daniel Kivelson, der ebenfalls Professor an der University of California war. Aus dieser Ehe hat sie eine Tochter und einen Sohn, Steven Kivelson, der nach einer Professur an der University of California seit 2004 Professor für Physik an der Stanford University ist.

## Veröffentlichungen (Auswahl)
- Margaret G. Kivelson mit D. F. DuBois und V. Gilinsky: Propagation of electromagnetic waves in plasmas. Physical Review Band 129, S. 2376 (1962)
- Margaret G. Kivelson mit L. F. Bargatze, K. K. Khurana, D. J. Southwood, R. J. Walker und P. J. Coleman Jr.: Magnetic signatures near Galileo’s closest approach to Gaspra. Erschienen in Science, Ausgabe 261, S. 331 (1993)
- Margaret G. Kivelson mit K. K. Khurana, R. J. Walker, J. A. Linker, C. T. Russell, D. J. Southwood und C. Polanskey: A magnetic signature at Io: Initial report from the Galileo magnetometer. Erschienen in Science, Ausgabe 273, S. 337 (1996)
- Margaret G. Kivelson mit K. K. Khurana, C. T. Russell, R. J. Walker, J. Warnecke, F. V. Coroniti, C. Polanskey, D. J. Southwood und C. Schubert: Discovery of Ganymede’s magnetic field by the Galileo spacecraft. Erschienen in Nature Ausgabe 384, S. 537 (1996)